# Malika Oufkir

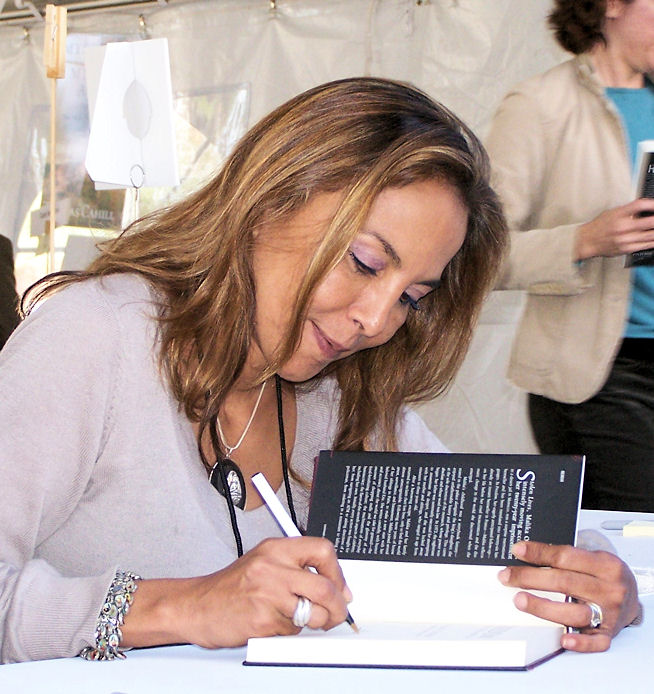
Malika Oufkir (2006)

Malika Oufkir (arabisch مليكة أوفقير Zentralatlas-Tamazight ⵎⴰⵍⵉⴽⴰ ⵓⴼⵇⵉⵔ Malika Ufqir; * 2. April 1953 in Marrakesch) ist eine marokkanische Autorin. Sie wurde als älteste Tochter von Innenminister und Verteidigungsminister Mohammed Oufkir geboren. Oufkir hat fünf Geschwister, namentlich Abdellatif, Myriam (Mimi), Maria, Soukaina und Raouf.

## Leben
Im Alter von fünf Jahren wurde Oufkir von Sultan Mohammed V. adoptiert. Mit 16 Jahren kehrte sie zu ihrer Familie zurück. Nach dem zweiten gescheiterten Putschversuch in Marokko gegen den König von Marokko, Hassan II., Anfang der 70er Jahre, wurde General Mohammed Oufkir hingerichtet. Den überlebenden Rest ihrer Familie ließ Hassan II. mit Malika Oufkir von 1973 bis 1977 unter Hausarrest stellen. Anschließend wurden alle Mitglieder der Familie in ein Gefängnis in die Sahara geschickt, wo sie unter menschenunwürdigen Verhältnissen lebten. Ab 1987 durfte sie wieder zurück nach Marokko, jedoch weiterhin unter Arrest. Erst 1991 kam sie frei.
1999 schrieb Malika Oufkir über diese Erlebnisse zusammen mit der tunesischen Schriftstellerin Michèle Fitoussi das Buch La prisonnière (zu Deutsch: Die Gefangene). Daneben hat sie auch mehrere andere Werke veröffentlicht.
Am 10. Oktober 1998 heiratete sie Eric Bordreuil. Derzeit lebt das Ehepaar in Paris.
Die marokkanische Schauspielerin Leila Shenna ist eine ihrer Cousinen.

## Auf Deutsch erschienene Werke
- mit Michèle Fitoussi: Die Gefangene. Ein Leben in Marokko. (Originaltitel: La prisonnière, übersetzt von Christiane Filius-Jehne), von Schröder, München 1999, ISBN 3-547-77248-6; als Taschenbuch: Ullstein TB 36249, München 2003, ISBN 978-3-548-36249-6.
- Freiheit: auf der Suche nach einem neuen Leben. (Originaltitel: L' etrangère, übersetzt von Olaf Roth), von Schröder, Berlin 2008, ISBN 978-3-547-71116-5, als Taschenbuch: Ullstein 37209, München 2008, ISBN 978-3-548-37209-9 (Autobiografie).